# 울산 현대 축구단 2021 시즌
울산 현대 축구단 2021 시즌은 울산 현대 축구단의 38번째 시즌이다. 울산 현대는 2021시즌 K리그1, FA컵, AFC 챔피언스리그에 참가한다.

## 유니폼
용품 스폰서: Hummel / 스폰서: 태화강 국가정원 현대오일뱅크 프리미엄 선박유 HYUNDAI S-T☆R / Rear sponsor: 현대중공업 현대건설기계 / Sleeve Partner: HYUNDAI S-T☆R ULSAN / 챔피언스리그 프린팅: Hyundai Oilbank
| 홈 | 원정 | 서드 · (문수 20주년) | 홈 · (ACL) | 원정 · (ACL) |

## 코칭스태프
| 직책          | 이름   |
| ------------- | ------ |
| 감독          | 홍명보 |
| 코치          | 김인수 |
| 코치          | 변재섭 |
| 골키퍼 코치   | 김범수 |
| 피지컬 코치   | 이인철 |
| 트레이너      | 이인철 |
| 트레이너      | 정성덕 |
| 트레이너      | 이원빈 |
| 비디오 분석관 | 김영광 |

## 선수단

### 현재 선수 명단
| 1        | 조수혁          | 대한민국 | GK | 1987년 3월 18일(38세)  |
| 21       | 조현우          | 대한민국 | GK | 1991년 9월 25일(33세)  |
| 25       | 서주환          | 대한민국 | GK | 1999년 6월 24일(25세)  |
| 수비수   |                 |          |    |                        |
| 2        | 배재우          | 대한민국 | DF | 1993년 5월 17일(32세)  |
| 4        | 불투이스        | 네덜란드 | DF | 1990년 6월 28일(34세)  |
| 5        | 이동희          | 대한민국 | DF | 2000년 2월 7일(25세)   |
| 15       | 김태현          | 대한민국 | DF | 2000년 9월 17일(24세)  |
| 23       | 김태환 (부주장) | 대한민국 | DF | 1989년 7월 24일(35세)  |
| 27       | 이명재          | 대한민국 | DF | 1993년 11월 4일(31세)  |
| 33       | 홍철            | 대한민국 | DF | 1990년 9월 17일(34세)  |
| 36       | 임종은          | 대한민국 | DF | 1990년 6월 18일(34세)  |
| 44       | 김기희          | 대한민국 | DF | 1989년 7월 13일(35세)  |
| 66       | 설영우          | 대한민국 | DF | 1998년 12월 5일(26세)  |
| 미드필더 |                 |          |    |                        |
| 6        | 박용우          | 대한민국 | MF | 1993년 9월 10일(31세)  |
| 8        | 바코            | 조지아   | MF | 1993년 1월 29일(32세)  |
| 10       | 윤빛가람        | 대한민국 | MF | 1990년 5월 7일(35세)   |
| 14       | 이동경          | 대한민국 | MF | 1997년 11월 18일(27세) |
| 16       | 원두재          | 대한민국 | MF | 1997년 11월 18일(27세) |
| 17       | 강동혁          | 대한민국 | MF | 1999년 7월 21일(25세)  |
| 18       | 김성준          | 대한민국 | MF | 1988년 4월 8일(37세)   |
| 20       | 신형민          | 대한민국 | MF | 1986년 7월 18일(38세)  |
| 22       | 고명진          | 대한민국 | MF | 1988년 1월 9일(37세)   |
| 30       | 강윤구          | 대한민국 | MF | 2002년 4월 8일(23세)   |
| 35       | 이호            | 대한민국 | MF | 1984년 10월 22일(40세) |
| 72       | 이청용          | 대한민국 | MF | 1988년 7월 2일(36세)   |
| 공격수   |                 |          |    |                        |
| 7        | 윤일록          | 대한민국 | FW | 1992년 3월 7일(33세)   |
| 9        | 김지현          | 대한민국 | FW | 1996년 7월 22일(28세)  |
| 11       | 이동준          | 대한민국 | FW | 1997년 2월 1일(28세)   |
| 13       | 김민준          | 대한민국 | FW | 2000년 2월 12일(25세)  |
| 19       | 오세훈          | 대한민국 | FW | 1999년 1월 15일(26세)  |

Last updated: 2021년 7월 31일.

출처: Ulsan Hyundai FC

### FIFA 클럽 월드컵
2020년 AFC 챔피언스리그 우승으로 울산은 2020년 FIFA 클럽 월드컵에 참여하게 되었다. 하지만 코로나 바이러스-19 유행에 따라 클럽 월드컵 개최 시기가 미뤄지면서 2021시즌을 앞두고 클럽 월드컵이 치러지게 되었다.
| 8강전 2021년 2월 4일 | UANL                                                                   | 2 – 1  | 울산 현대                                    | 알와크라, 카타르 |  |  |
| 17:00 UTC+3          | 지냐크 38′, 45+5′ (페널티) · 로드리게스 69′ · 29번 81′ · 23번 84′ UANL | 리포트 | 김기희 24′, 45+4′ · 힌터제어 90+1′ 울산 현대 | 경기장: 아흐메드 빈 알리 스타디움 관중 수: 866명 심판: 에스테반 오스토힉 (Uruguay) 후보 대기심: 비디오 판독심: 보조 비디오 판독심: 2보조 비디오 판독심: 맨 오브 더 매치: 앙드레피에르 지냐크 (UANL) |  |  |
|                      |                                                                        |        |                                              | |  |  |

| 5위 결정전 2021년 2월 7일 | 울산 현대                                        | 1 – 3  | 알두하일                                               | 알와크라, 카타르 |  |  |
| 18:00 UTC+3               | 윤빛가람 62′ · 김태환 74′ · 설영우 83′ 울산 현대 | 리포트 | 에드미우송 21′ · 문타리 66′ · 알리 82′, 90+1′ 알두하일 | 경기장: 아흐메드 빈 알리 스타디움 관중 수: 920명 심판: Edina Alves Batista (Brazil) 후보 대기심: 비디오 판독심: 보조 비디오 판독심: 2보조 비디오 판독심: 맨 오브 더 매치: 앙드레피에르 지냐크 (UANL) |  |  |
|                           |                                                  |        |                                                        | |  |  |